# V-Ray
V-Rayは、1997年にブルガリア共和国ソフィア市に設立されたChaos Software Ltd.が2002年3月に開発したレンダラー。
プラグインとして動作し、非常に高速で高品質のフォトリアルレンダリングができる。無料CGツールであるBlender上で使用できるV-Ray for Blenderと呼ばれるディストリビュートも存在する。
レンダラーのみにもかかわらず価格は10万円を超えるものもあるが、上述の特質のためポストプロダクションにかかる手間などが大幅に削減できるため、経費削減につながりVFXや建築ビジュアライゼーション等のプロ業界で広く利用され業界標準となっている。。
2022年3月に20周年を迎えた。

## 対応しているソフト[2]
- autodesk 3ds Max
- autodesk Maya
- autodesk Revit
- autodesk Softimage (Softimage本体の開発中止を受け、V-Ray for Softimage も開発中止)
- Cinema 4D
- Rhinoceros 3D (V-Ray for Grasshopper 含む)
- SketchUp
- SketchUp for Mac OS X edition
- Blender
- Nuke
- MODO
- KATANA
- Houdini
- Form-Z

- V-Ray AppSDKを組込み開発用途向けにリリースしており、adobe社Project Felix や住宅CADソフトウェアなどのレンダリングエンジンとして採用されている。

## レンダリングの特徴
- 光の周りこみがよく、少なめのライトで高品質な画像ができる。[要出典]
- 特にGI(グローバルイルミネーション)等の室内に入ってくる間接光の表現が素晴らしく、独特の「ヌケ」のある空気感のある画像が出る傾向がある。[要出典]
- 他のレンダラーならディティールがつぶれてしまうような非常に弱い間接光でも、しっかりと出る場合がある。[要出典]
- 品質に対してレンダリングスピードが大変速いので、納期に厳しい業務用途に重宝されている。[要出典]
- V-Rayは比較的他のレンダラーが使っていない[要出典]光の計算方法が基本になっており、さらにV-Rayに最適化させるために色々手を加えている[要出典]。
- トゥーン機能も搭載され、アニメ調のレンダリングにも対応している。

## GPUレンダリング[3]
- V-Ray RT 2.0でOpenCLベースのGPUレンダリングアクセラレータが実装され、その後CUDAやOPTIXに対応した。
- Chaos Vantage[4]　レイトレーシングによるリアルタイムフォトリアルレンダラー。動作には、NVIDIA RTXシリーズGPUが必要。[5]

## クラウドレンダリング
- Chaos Cloud[6]　V-Rayのクラウドレンダリングサービス。

## 採用例
- デジタル・ドメインの映画部門では『トロン: レガシー』で初めてV-Rayが導入され、以降主力レンダラーとなっている[7]。
- Robot制作の『鬼武者3』オープニング CG ムービーで 3ds Max と V-Ray が採用された。(2004年03月29日の記事)
- Square Enix制作のフルCGムービー「KINGSGLAIVE:FINAL FANTASY XV」で、V-Rayが採用された。[8]
- その他多くのVFXで使用されている。[9]
- IKEAのカタログ制作（3DCG）では、V-Rayが使用されている。[10]

## ベンチマーク[11]
V-Rayでベンチマークを行うためのV-Ray Benchmarkが無料で提供されている。
- V-Ray (CPU用)
- V-Ray GPU CUDA (GPU及びCPU用)
- V-RAY GPU RTX